# 新城街道 (焦作市)
新城街道，是中华人民共和国河南省焦作市山阳区下辖的一个乡镇级行政单位。

## 行政区划
新城街道下辖以下地区：
常宏社区、郝杰社区、恩华社区、嘉隆社区、古城社区、恩村一街村、墙北村、苏蔺村、墙南村、恩村二街村、恩村三街村、张庄村、柳庄村和定和村。